# Lophotaspis interiora
Lophotaspis interiora är en plattmaskart som beskrevs av Ward och Hopkins 1931. Lophotaspis interiora ingår i släktet Lophotaspis och familjen Aspidogastridae. Inga underarter finns listade i Catalogue of Life.